# 돌산초등학교 두라분교
돌산초등학교 두라분교는 대한민국 전라남도 여수시에 있는 공립 초등학교이다.

## 학교 연혁
- 1950년 4월 4일: 개교

## 참고 자료
- 돌산초등학교두라분교장 - 한국교육학술정보원 학교알리미